# هجرت أباد
هجرت أباد (بالإنجليزية: Hojjaratabad)‏ هي قرية تقع في قسم تشنارود الجنوبي الريفي (مقاطعة تشادغان) في إيران. يقدر عدد سكانها بـ 49 نسمة بحسب إحصاء 2016.